# Lego 4+
Lego 4+ (tidligere kendt som 4 Juniors i 2003) var en produktlinje produceret af den danske legetøjskoncern LEGO, der var designet til børn fra 4 år og opefter. Serien benyttede almindelige legoklodser, men havde minifigurer der var større og som ikke kunne skilles ad. Sættene havde generelt færre klodser og også gerne flere store specialklodser, hvilket gjorde dem nemmere at samle.

## Sæt

### Pirates
- 7070 Catapult Raft
- 7071 Treasure Island
- 7072 Captain Kragg's Pirate Boat
- 7073 Pirate Dock
- 7074 Skull Island
- 7075 Captain Redbeard’s Pirate Ship
- 7080 Scurvy Dog and Crocodile
- 7081 Harry Hardtack and Monkey
- 7082 Cannonball Jimmy and Shark
- 7289 Captain Redbeard in Box
- 7290 Captain Kragg in Barrel

### City
- 4651 Police Motorcycle
- 4652 Tow Truck
- 4653 Dump Truck
- 4654 Tanker Truck'
- 4655 Quick Fix Station
- 4657 Fire Squad HQ
- 4666 Speedy Police Car
- 4667 Loadin' Digger
- 4668 Outrigger Construction Crane
- 4669 Turbo-Charged Police Boat

### Spider-Man
- 4858 Doc Ock's Crime Spree
- 4860 Doc Ock's Café Attack